# Апостольская церковь (Кёльн)
Апостольская церковь (нем. St. Aposteln) — католическая церковь в городе Кёльн в районе Ноймаркт (de:Neumarkt (Köln)) (северная часть старого города (de:Köln-Altstadt-Nord)) (федеральная земля Северный Рейн-Вестфалия). Церковь расположена на улице Apostelnstraße.

Апостольская церковь представляет собой романскую трёхнефную базилику с двумя трансептами. Церковь имеет одну западную и две восточных башни. Западная башня, имеющая высоту 67 м, является третьей по высоте среди всех романских церквей Кёльна, уступая только церквям Большой Святой Мартин и Святого Северина. Восточное средокрестие венчает восьмиугольный купол-фонарь.

## История
Первое церковное здание на месте Апостольской церкви было построено в конце IX века, а в X веке рядом с церковью возник монастырь Святых Апостолов. В первой половине XI века при кёльнском архиепископе Гериберте (999—1021) или архиепископе Пилгриме (de:Pilgrim von Köln) (1021—1036) — историки расходятся во мнениях — строится новое церковное здание. Это здание было абсолютно нетипичным для культового строительства, так как хор этой церкви располагался не с восточной, как принято, а с западной стороны (в общем такое расположение алтарной части не является уникальным и иногда встречается даже среди больших соборов, например, в соборе Святого Петра в Риме). От этой церкви в нынешней Апостольской церкви сохранились стены главного и западного поперечного нефов.

В XI веке церковь находилась за пределами тогда ещё использовавшихся римских городских стен, которые проходили как раз перед церковью. Только в 1106 году были построены новые городские стены и Апостольская церковь оказалась в городской черте.

В 1150 году церковь подверглась значительной перестройке. Прежде всего хор был перенесен в восточную часть. На месте бывшего западного хора был обустроен вестверк с 67-метровой башней. Существует предположение, что перестройка была обусловлена пожаром. Однако необходимо учитывать тот факт, что в XII столетии Кёльн был охвачен «строительной лихорадкой» и Апостольская церковь должна была перестраиваться и без фактора пожара.

В 1192 году церковь уже точно пострадала от пожара. В ходе восстановления церкви в 1200 году был создан самый примечательный архитектурный элемент — восьмигранный купол-фонарь над восточным средокрестием с двумя башнями в районе хора. При этом сформировалась алтарная часть в форме т. н. «клеверного листа». Подобная алтарная часть имеется также у церкви Большой Святой Мартин.

В 1801 году в ходе медиатизации, проходившей под руководством наполеоновского министра Талейрана было упразднено Кёльнское архиепископство, а 9 июня 1802 году все монастыри Рейнской области были секуляризированы. После закрытия монастыря Святых Апостолов стала ветшать и приходить в запустение. В 1822 году даже поднимался вопрос о её сносе, но в конечном счете было принято решение о сохранении и реставрации церкви.

В 1860 году при Апостольской церкви открылась городская гимназия, также названная Апостольской (de:Apostelgymnasium). Эта гимназия существует и по сей день. В 1871—1891 годах в церкви проводились масштабные реставрационные работы.

В годы второй мировой войны во время 262 бомбардировок Кёльна британской авиацией Кёльн был разрушен на 95 %. Апостольская церковь также сильно пострадала во время авианалётов. После войны первоначальное восстановление церкви было закончено в 1957 году, однако, капитальные реставрационные работы начались только в 1966 году и продолжались почти 40 лет. В ходе реставрации была вновь открыта ранее засыпанная крипта, но её росписи, выполненные в 1988—1993 годах Германом Готфридом, до сих пор вызывают недовольство сторонников аутентичности в архитектуре.

18 сентября 1965 года папа Павел VI присвоил Апостольской церкви звание Малой папской базилики (лат. Basilica minor).

С 1 января 2010 года Апостольская церковь стала приходской и центром Апостольской католической общины города Кёльна.